# 甲寅図書館
甲寅図書館（こういんとしょかん）は、かつて愛知県半田市にあった私設図書館である。読書会である甲寅読書会（こういんどくしょかい）によって運営され、板山町の安養寺内にあった。甲寅図書館は1914年（大正3年）2月に開館した。読書会は1975年（昭和50年）頃に活動を休止した。

## 歴史

### 設立

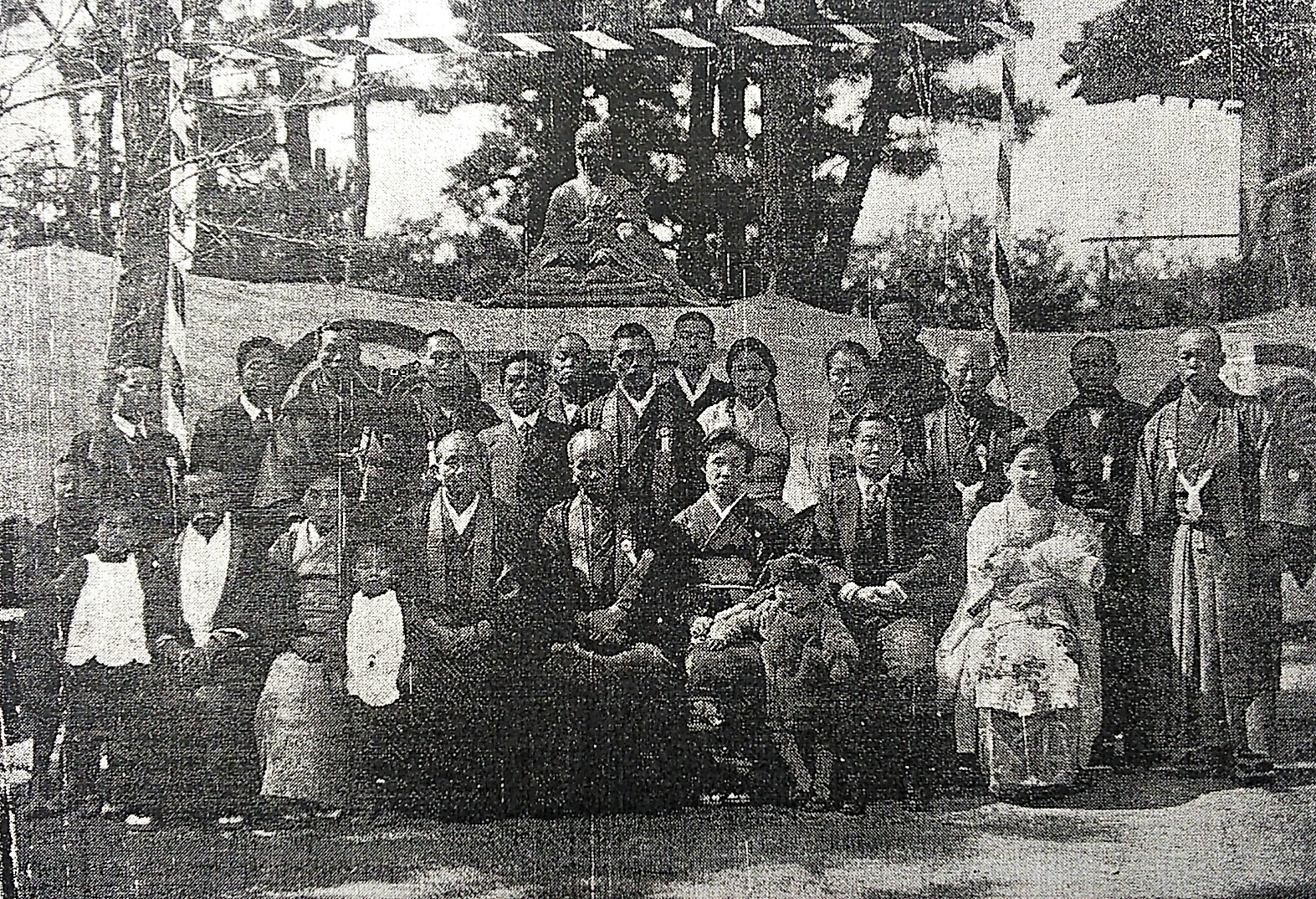
「横井是旭氏寿像」除幕式記念写真（1933年）

愛知県知多郡成岩町板山（現・半田市板山町）は、この地域の中心地である半田町の市街地から遠く離れた純農村地域だった。甲寅の年である1914年（大正3年）2月7日、板山の安養寺の住職である横井是旭によって、安養寺内に読書会として甲寅読書会が設立された。会員が支出する会費や寄付金などを元手に、綱領に基づいて書籍や雑誌などを購入し、その保存管理場所として私設図書館の甲寅図書館が設置された。甲寅読書会の設立当時の会員数は約20人であり、ほとんどは地元の青年であった。毎月20日には言論をぶつけ合う場として例会が行われた。毎年1月5日の19時からは新年祝賀大会を開催することが慣例だった。

### 横井住職離任後
1933年（昭和8年）8月には甲寅図書館創設者の横井是旭が京都の長講堂住職に赴任することが決定し、8月25日には安養寺本堂で送別謝恩会が開催されている。1934年（昭和9年）3月18日には山内で「横井是旭氏寿像」が除幕された。同年には会員が100人を超え、1935年（昭和10年）時点では2,735冊の蔵書を有していた。1939年（昭和14年）以降は半田市から補助金を受けて運営されており、1952年（昭和27年）には国立国会図書館の館長である金森徳次郎も視察に訪れた。

### 戦後
1946年（昭和21年）2月7日には教育者の森信三を招いて民主主義に関する講演会を開催し、同年3月3日には講談師の宝井馬琴を板山国民学校（現・半田市立板山小学校）に招いて独演会を開催した。 1947年（昭和22年）には石川義造によって『甲寅読書会付属図書館沿革誌』が刊行されている。1947年1月時点では通常会員160人、名誉会員34人だった。会費は月50銭であり、徴収した会費を月刊誌や新聞の購入に充てていた。蔵書数は3,225冊であり、うち約60%は会員や地元の名士などからの寄贈本だった。年間の回覧図書数は15,500冊だった。
1946年（昭和21年）には半田市によって公立の半田市立図書館が設立され、1950年（昭和25年）には図書館条例を制定して無料で館外貸出を行うようになった。1951年（昭和26年）には国立国会図書館から依頼されて蔵書目録を提出した。
1972年（昭和47年）には半田市立図書館がより広い名古屋地方裁判所庁舎に移転しており、1973年（昭和48年）時点では約54,000冊の蔵書を有するまでになった。甲寅読書会は1974年（昭和49年）9月20日に創立60周年記念祝賀会を開催した。甲寅読書会は1975年（昭和50年）頃に活動を休止した。

## 運営

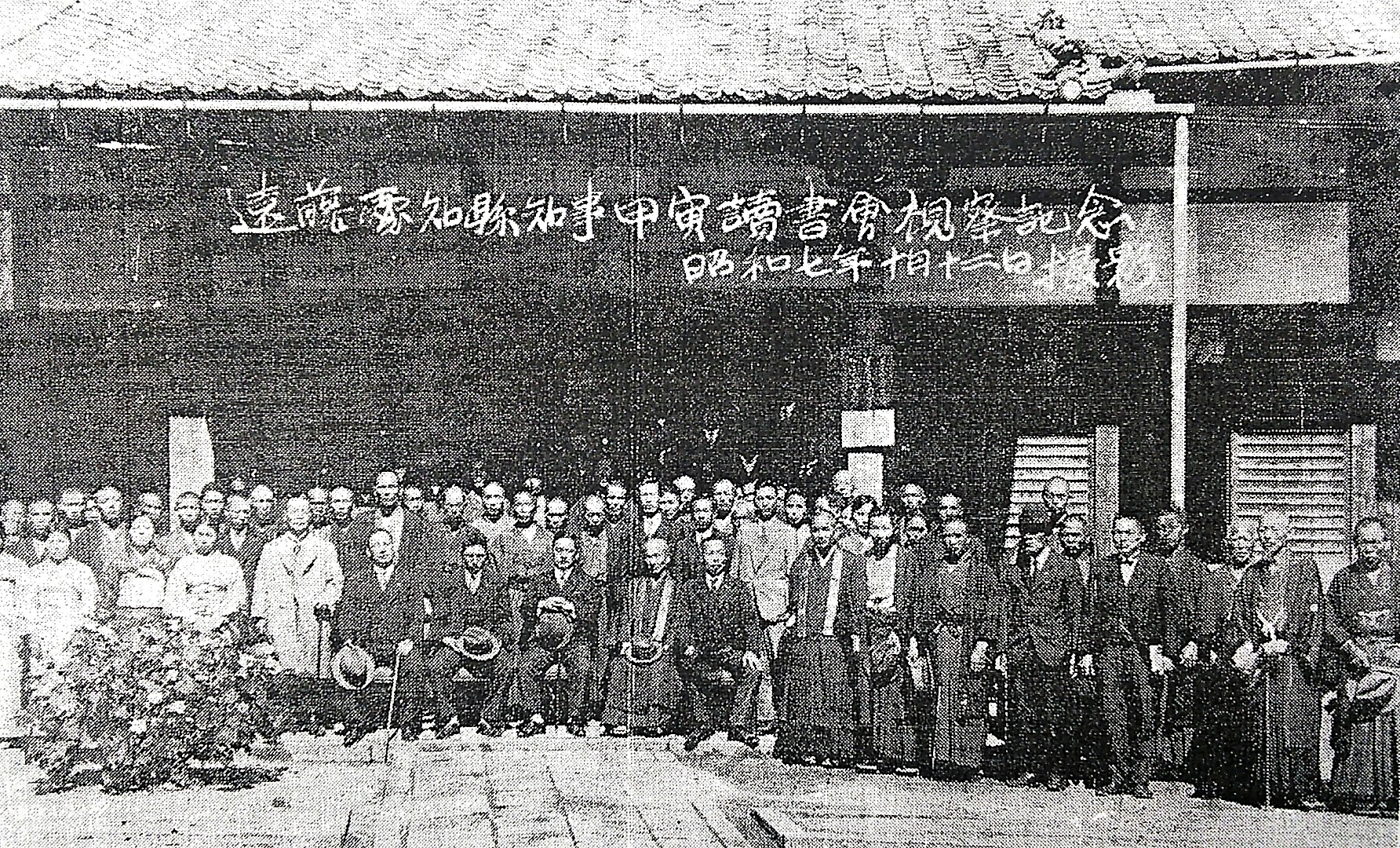
愛知県知事視察記念写真（1932年）

甲寅読書会は名士を例会に呼んで講演会を行うことも多く、多くの名士が名誉会員に名を連ねていた。1918年（大正7年）3月6日には仏教哲学者の井上円了による講演会が行われ、8月20日には愛知県立第一中学校（現・愛知県立旭丘高等学校）教諭の三浦幸平（中部大学創立者）による講演会が行われた。甲寅図書館は篤志家からの寄付金やそれを基にした基金によって運営され、1930年（昭和5年）11月には運営面で優秀であるとして知多郡教育会の表彰を受けた。1932年（昭和7年）10月12日には遠藤柳作愛知県知事の視察を受け、1934年（昭和9年）2月11日には文部省の表彰を受けた。文部省からは「其ノ館ノ経営宜シキヲ得逐年成績見ルベキモノアリ仍テ金一封ヲ交付シ茲ニ之ヲ選奨ス」と評されている。
甲寅図書館に新刊書籍の寄贈を行った名士には、愛知県知事の遠藤柳作、衆議院議員の内藤傳祿や山田佐一や田中善立、知多郡農会長の森田萬右衛門などがおり、その他にも複数の愛知県会議員、愛知県第一中学校教諭、旧制中学校教諭、高等女学校教諭、知多郡長、知多郡視学、『知多新聞』主筆、『新愛知』記者、『東日新聞』記者、名古屋市会議員、愛知県社会教育主事、名古屋通俗図書館長などがいた。名古屋市会議員・愛知県会議員・『名古屋時事』社長を務めた市野徳太郎は、甲寅図書館が毎年開催した新年の祝賀大会に毎回出席した。名古屋通俗図書館長の倉岡勝彦が甲寅図書館の運営面で支援を行った。安養寺の本堂を閲覧所としていたが、利用の大半は閲覧ではなく館外貸出であり、この地域の地域図書室の役割を果たしていた。